# Pseudolynchnuris xanthorrhaphus
Pseudolynchnuris xanthorrhaphus là một loài bọ cánh cứng trong họ Đom đóm (Lampyridae). Loài này được Kirsch miêu tả khoa học năm 1865.